# طلال بن محمد نور عطار

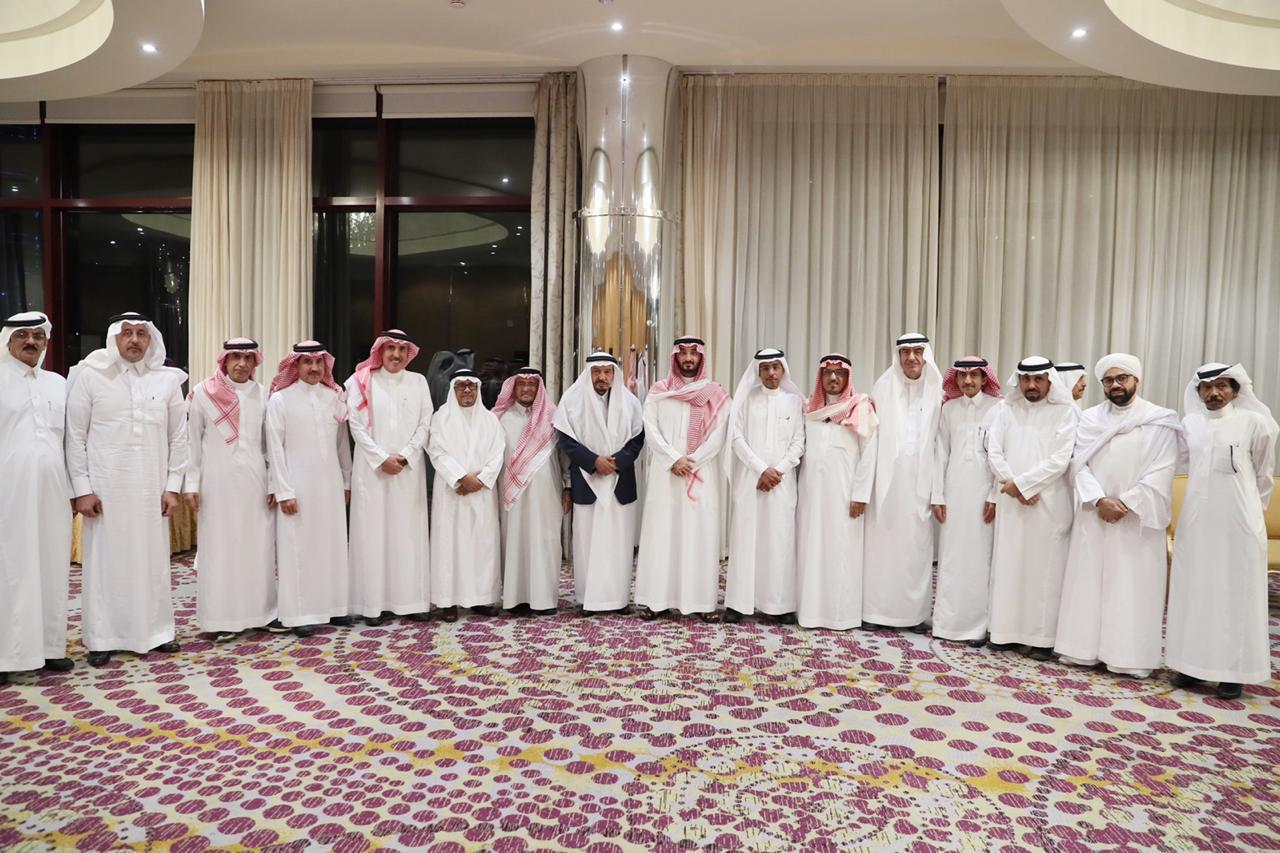
اجتماع الجمعية السعودية لكتاب الرأي مع صاحب السمو الملكي عبدالله بن بندر بن عبدالعزيز نائب أمير منطقة مكة المكرمة سابقاً ووزير الحرس الوطني، نوفمبر 2018م.

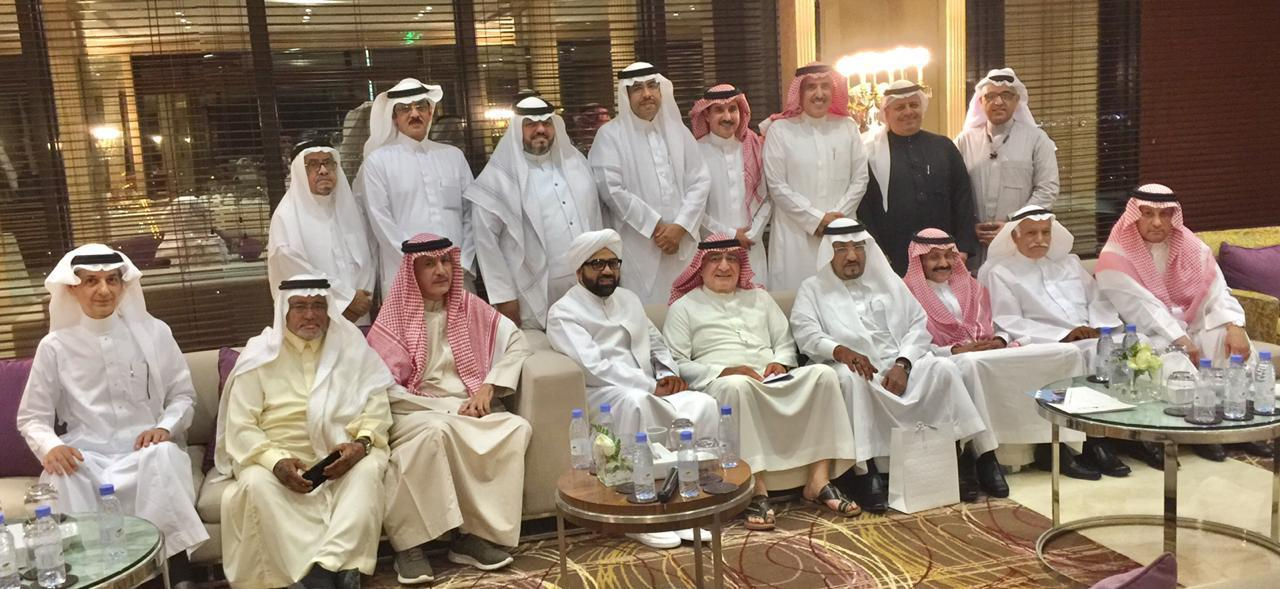
اجتماع الجمعية السعودية لكتاب الرأي مع معالي أمين مدينة جدة المهندس صالح التركي، فبراير 2019م.

طلال بن محمد نور عطار أديب سعودي وسفير خادم الحرمين الشريفين لدى غينيا والدانمارك، حيث حصل على مرتبة وزير مفوض بقرار من مجلس الوزراء عام 1430هـ/2009م ألف أكثر من 50 كتاباً تم الأستشهاد بكتبه في العديد من الكتب وعلى سبيل المثال لا الحصر تم الاستشهاد بكتاب هيئة الأمم المتحدة وكتاب بين عصبة الأمم وهيئة الأمم المتحدة في كتاب الأطلس الجغرافي للمملكة العربية السعودية الذي يُدرس في المرحلة الثانوية في المدارس السعودية، كما أن الكثير من كتبه متوفرة في مراكز بحوث ومكتبات وجامعات عربية عريقة ، ، ،، كما أن المكتبة الوطنية الأسرائيلية تحتوي على كتابه إمبراطورية العولمة، كما كتب أكثر من 600 مقالة في جميع الصحف والمجلات السعودية ومنها جريدة عكاظ وجريدة البلاد، وجريدة الجزيرة.

## نشأته
ولد طلال محمد نور عطار في منطقة تدعى جبل الكعبة المطل على الحرم المكي الشريف وكان ذلك في 01/ 07/ 1372هـ ونشأ في حي المسفلة العريق، وتلقى علومه حتى حصل على شهادة البكالوريوس من جامعة الملك عبد العزيز في تخصص اقتصاد ابتعث كمعيد من جامعة الملك عبد العزيز وتخرج بدرجة الماجستير من الولايات المتحدة الأمريكية في تخصص اقتصاديات نفط عام 1402هـ.
عند عودته من البعثة عُين موظفاً بوزارة الخارجية في جدة عام 1402هـ ويقضي أوقات فراغه للبحث والتأليف، ومنذ طفولته كان تواقا للعلم والمعرفة حيث استفن ذلك الزخم والتوهج في العلم من والده محمد نور عبد الغفور عطار حيث كان عالما بالكتاب والسنة كما أنه كان من تجار الألعاب في سوق الجودرية بالقرب من الحرم المكي وقد أشاد عمه الأديب أحمد عبد الغفور عطار بكتابته وشجعه في بدايته للكتابة والتأليف.

## نبذة عن السيرة الدبلوماسية
- عمل كقائم بأعمال (سفير) في سفارة المملكة العربية السعودية في غينيا وألف كتاب بعنوان غينيا منذ الاستقلال وحتى اليوم.
- عمل كنائب للسفير (سفير) في سفارة المملكة العربية السعودية في مملكة الدانمارك وألف كتاب بعنوان الدانمارك قديما وحديثاً.
- حصل على مرتبة وزير مفوض بقرار من مجلس الوزراء الموقر.
- رئيس قسم الشؤون السياسية لقارة آسيا بوزارة الخارجية.
- تقاعد من عمله قبل سن التقاعد بسبب مرضه وتفرغ لكتابة الكتب والمقالات.

## نبذة عن السيرة الأدبية
- منذ 2008م وحتى نهاية 2016م ينشر له مقـال أسبـوعي في كل يوم خمـيس في جريـدة البـلاد ومقالات أسبوعية في جريدة الجزيرة ومن قبل في جريدة عكاظ والندوة والمدينة والشرق الأوســط وبعض الدوريات الأخرى كمجلة المجتمع والمنهل والفيصل والرابطة.
- عضو جمعية الاقتصاد السعودية.
- عضو هيئة الصحفيين السعوديين.
- عضو في الجمعية السعودية لكتاب الرأي.
- أشاد مؤسس عكاظ عمه الأديب أحمد عبد الغفور عطار[بحاجة لمصدر] بكتابته، وشجعه كثيراً في بداياته.
- أشاد الأديب حمد الجاسر بكتابه "التمثيل الدبلوماسي والقنصلي بين المملكة العربية السعودية والعالم الخارجي".[12]
- بلغ ما سطره الراحل بقلمه كمقالات تجاوزت 600 مقالة تقريباً في جميع الصحف والمجالات المحلية.
- بلغ عدد القراء لكتب الراحل بحسب بعض المواقع الإلكترونية لدور النشر عشرين ألف قارئ وقارئة تقريباً بحسب الإحصائيات لعام 2020م.

## كتبه
- الكتب السياسية

- التمثيل الدبلوماسي والقنصلي بين المملكة العربية السعودية والعالم الخارجي.[7]
- هيئة الأمم المتحدة.[4]
- موقف المملكة العربية السعودية من القضايا الخارجية.[3]
- المملكة العربية السعودية في خدمة الإسلام والمسلمين.[بحاجة لمصدر]

- المملكة العربية السعودية والمنظمات الدولية.[8]
- مجلس الأمن.[5]
- مجلس الوصاية.[5]
- المجلس الأقتصادي والأجتماعي.[5]
- محكمة العدل الدولية.[5]
- الأمانة العامة.[5]
- الجمعية العامة الجزء الأول.[5]
- الجمعية العامة الجزء الثاني.[5]
- جامعة الدول العربية.[3]
- كيف تنهار دولة إسرائيل؟ [3]
- نحو تنظيم العمل الأسلامي.[3]
- حركة عدم الأنحياز.[8]
- بين عصبة الأمم وهيئة الأمم المتحدة.[4]

- الكتب الأقتصادية:

- معالم في التنمية.[3]
- النفط منذ عهد الملك عبد العزيز.[3]
- قصة اكتشاف النفط في المملكة العربية السعودية.[3]
- منظمة التجارة العالمية؛ منذ النشأة وحتى اليوم.[13]

- إمبراطورية العولمة.[9]
- اقتصاديات التسلح العالمي.[14]

- الكتب التعليمية:

- ميلاد المملكة العربية السعودية.[3]
- عزوف الشباب عن الزواج واثاره على المجتمع.[3]
- غينيا منذ الأستقلال وحتى اليوم.[15]

- المدخل إلى البحث العلمي.[16]

- المدخل إلى اللغة الإنجليزية - 1 - (الجانب النظري).[13]
- المدخل إلى اللغة الإنجليزية - 2 - (الجانب التطبيقي).[13]
- قاموس الاختصارات الإنجليزية.[13]
- المراسلات في اللغة الإنجليزية: الدبلوماسية، التجارية، الشخصية.[13]
- قاموس المسافر.[17]

- الدانمارك قديما وحديثا.[18]